# كودي بروندج
كودي بروندج (بالإنجليزية: Cody Brundage؛ مواليد 16 مايو 1994) هو مُقاتل فنون قتالية مختلطة أمريكي.

## وصلات خارجية
- كودي بروندج على موقع يو إف سي (الإنجليزية)
- كودي بروندج على موقع شيردوغ (الإنجليزية)
- كودي بروندج على موقع Tapology.com (الإنجليزية)